# Boldogkőváralja
Boldogkőváralja er en landsby i amtet Borsod-Abaúj-Zemplén i Ungarn med 1.007(2024) indbyggere.
Boldogkőváralja ligger i den nordøstlige del af Ungarn, 52 kilometer fra regionens hovedby Miskolc. Nærmeste by er Encs beliggende ca. 10 km fra Boldogkőváralja.